# 松平佳子

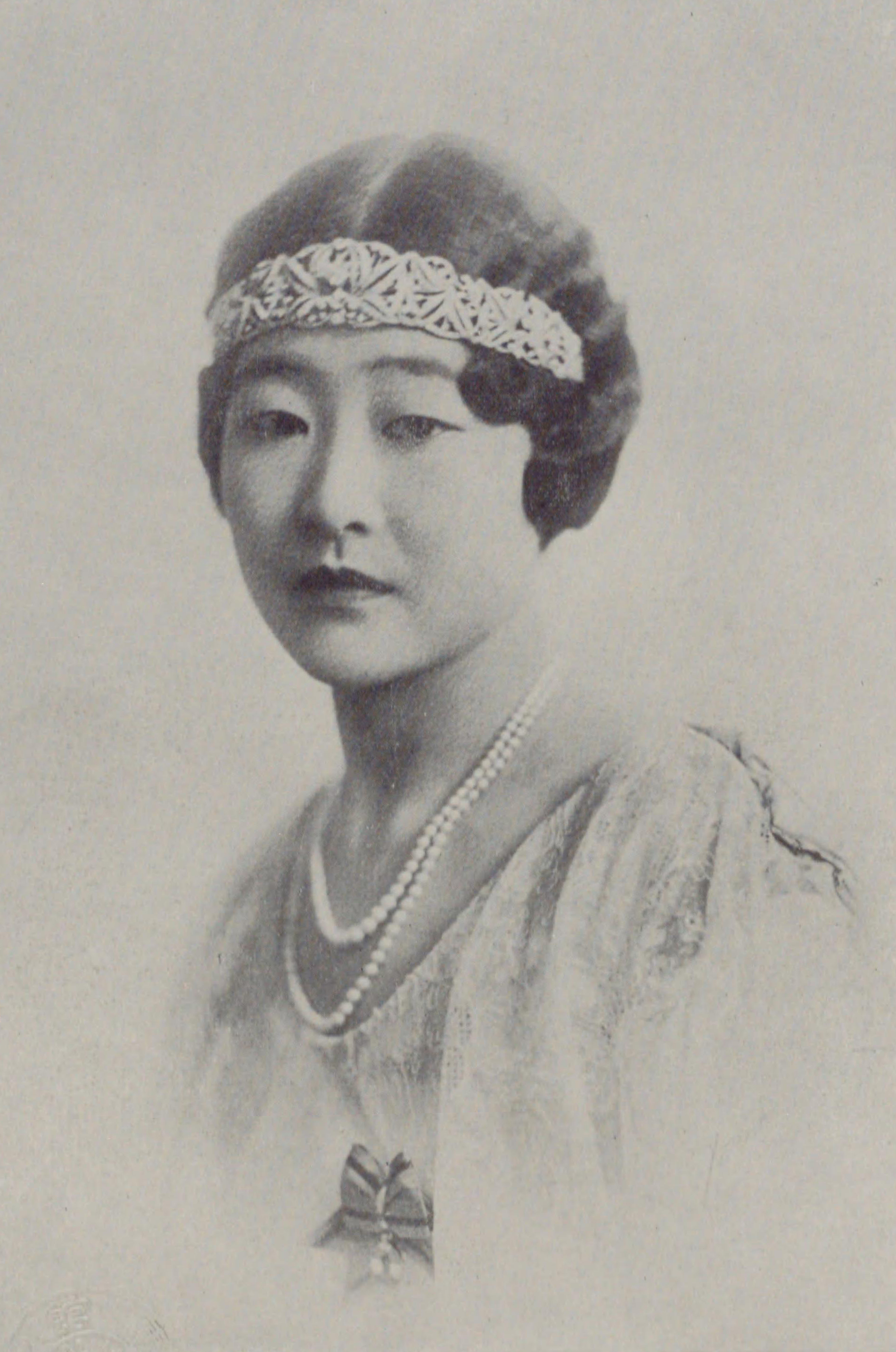
李鍵公誠子時代の松平佳子

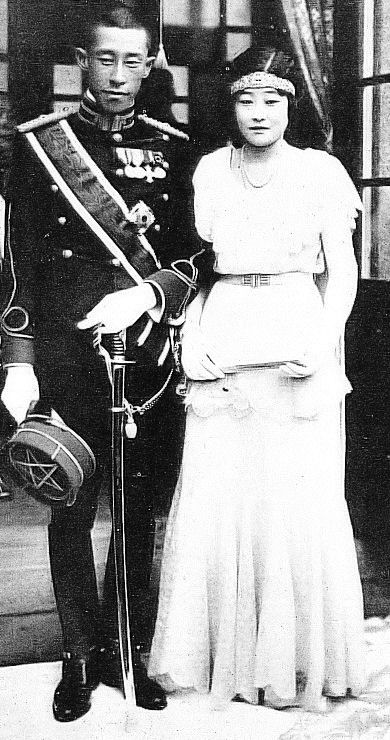
李鍵公と誠子妃（1931年の婚礼時）

松平 佳子（まつだいら よしこ、1911年（明治44年）10月6日 - 2006年（平成18年）6月28日）は、日本の元公族。高松松平伯爵家分家の海軍大佐松平胖と妻俊子の長女。初名は松平佳子。伯爵廣橋眞光の養妹となって廣橋誠子となり、李鍵公（桃山虔一）の妃李誠子となる。戦後に李鍵の改名に伴って桃山佳子を名乗り、1951年（昭和26年）に離婚して生家の姓に戻した。
李鍵の叔父にあたる李王垠の妃の方子女王（李方子）とは、共に鍋島直大の娘を母とする従姉妹である。

## 生涯
1911年（明治44年）松平胖と妻俊子の第2子、長女として誕生した。父は松平頼聡伯爵の十男であり、母は鍋島直大侯爵の娘であった。1930年（昭和5年）、実践女学校在学時、関東大震災への援助に対する返礼として時事新報が企画した遣米答礼使の一人となり、監督者として同行した母・俊子とともに約1か月滞米する。
1931年（昭和6年）、伯爵廣橋眞光の養妹となり、10月5日に当時日本帝国陸軍騎兵少尉だった公族の李鍵公と結婚した。
母俊子の異母姉は梨本宮妃伊都子であり、李王李垠の義母であった。しかし父松平胖自身は分家であり爵位がなかった。結婚を進めるにあたって松平胖は兄の松平頼寿伯爵の養女としようとしたが、誠子からみて伯父の松平頼寿伯爵は「佳子が幸福になれるとはどうしても思えない」としてこの縁談に猛反対しており、承諾しなかった。このため梨本宮家が伊都子妃の母の実家である広橋家と交渉し、伯爵廣橋眞光の養妹とする手続きを進めた。李鍵は「女性なら誰でもいい」と自暴自棄になっており、一度も会うことなく入籍したと回想しているが、誠子の証言では一度お茶会で対面した後に婚約を発表し、発表後はお互いの家を行き来したという。なお、戸籍上の名は誠子であったが、父が易学や姓名学を趣味としていたため、彼女は普段自分の名を佳子と表記していた。
誠子は李鍵との間に、沖・沂・沃子の2男1女を儲け、皇室の御料牧場だった渋谷常磐松町の大邸宅（現・國學院大學）で暮らした。
戦後、1947年（昭和22年）の日本国憲法施行に伴い、一家は公族の身分と日本国籍を喪失し、李鍵は日本に帰化して桃山虔一となり、誠子は佳子に、子供たちも忠久・欣也・明子と改名した。戦後の生活は困窮し、虔一は渋谷で元使用人と汁粉屋をやったり、農場経営をしたり、佳子は銀座の銀六デパートに菓子屋「桃山」をはじめたりと、苦労を重ねた。「桃山」では自ら仕入して店頭に立ち、戦中に制定された宮中服で売り子をした。その後、銀座の会員制社交クラブ”銀座倶楽部”の雇われマダム（社長）となる。桃山佳子が社長ということで、高松宮妃や皇籍離脱した閑院直子ら往時の名流夫人が続々と入会してきた。
しかし、性格の不一致のあった夫・虔一との溝が広がり、1951年（昭和26年）5月に離婚し、旧姓の松平に戻った。離婚により、長男を佳子が、次男と長女を虔一が引き取り、長女はしばらく後に佳子と同居した。長男には虔一と血のつながりがないという噂があり、虔一自身も回顧録において「（自分は長男を）包容するだけの度量に欠けている」「可哀想な子」と述べている。一方で妻佳子は、虔一の性格を一番受け継いでいるのは長男であると述べている。虔一によると、佳子は婚約前から付き合っていた華族青年がおり、結婚から10か月後に生まれた長男が虔一の子でないことが戦時中の血液検査で分かったという。
離婚後すぐに銀座倶楽部の経営を巡って対立し、社長を辞任する。同年11月に飲み屋「よしの路」を銀座に開店する。1955年に「よしの路」を中華料理店「桃山」に変え、1960年の暮れに「桃山」を改築して寿司屋「桃弥摩（ももやま）」を開業する。
1970年ごろから明治天皇の御落胤を自称する芸術家の橘天敬と同棲するようになる。橘は、山蔭基央の調査によると、炭鉱夫・園部儀助と愛媛県大生院村出身の神野ツチエ夫婦の長男だったが、幾度も名を変え、明治天皇の落胤や小松院天敬法親王を名乗るなど誇大妄想的な派手な振る舞いでマスコミを賑わせた画家で、離婚に応じない別居中の妻（麻生太賀吉のいとこ）がいた。佳子は天敬と同棲中、女院号に多くある「門院」を付けた「貞浄門院佳薫」を名乗ることもあった。橘の秘書となり、幼少期からの豊かな教養と堪能な語学を生かして海外にも同行するなど、芸術文化の懸け橋として活躍した。1984年6月に橘と死別してからは、新興宗教の真如苑で念仏を唱える日々を送った。
2006年（平成18年）5月、長男の忠久が死去した際、母親である佳子が遺産相続人となったが、両者の親子関係を証明する必要が生じた。王公族は一般の戸籍でなく王公族譜に記載されており、その後の離婚と子女の日本国籍取得によって、戸籍が混乱していたのである。この手続きの最中の翌6月28日、佳子は満94歳（数え96歳）で死去した。

## 親族
- 父：松平胖
- 母：松平俊子
- 養兄：広橋真光
- 夫：李鍵/桃山虔一 - 高宗の孫、純宗の甥。李堈の長男。
  - 長男：沖/忠久（1932年 - 2006年）
  - 次男：沂/欣也 （1935年 - ）
  - 長女：沃子/明子（1938年 - ）

## 栄典
- 1931年（昭和6年）10月5日 - 勲二等宝冠章[11]
- 1940年（昭和15年）8月15日 - 紀元二千六百年祝典記念章[12]
- 1941年（昭和16年）10月6日 - 勲一等宝冠章(宝冠大綬章)[13]